# Afshin Ghotbi
Afshin Ghotbi (persiska: افشین قطبی), född 8 februari 1964 i Shiraz, Iran, är en iransk-amerikansk fotbollstränare som tränar Shimizu S-Pulse i J. League. 
Han har tidigare tränat Irans fotbollslandslag. Han blev anställd den 22 april 2009 av IFF. 

## Tränarmeriter
- USA:s herrlandslag i fotboll 1997–1998
  - United States Teknikträning och Scoutning
- Sydkoreas fotbollslandslag 2000–2002
  - Analyst
- Suwon Samsung Bluewings 2002–2004
  - Assisterande Manager
- Los Angeles Galaxy 2004–2005
  - Assisterande Manager
- Sydkoreas fotbollslandslag 2004–2007
  - Assisterande Manager
- Persepolis Teheran 2007– 2009
  - Manager
- Irans herrlandslag 2009 - 2011
  - Förbundskapten
- Shimizu S-Pulse 2001-
  - Förbundskapten